# Willem Sandberg
Willem Jacob Henri Berend Sandberg (Amersfoort, 24 ottobre 1897 – Amsterdam, 9 aprile 1984) è stato un grafico olandese, direttore dal 1945 al 1962 dello Stedelijk Museum di Amsterdam, nel quale ha lavorato fin dal 1938.

## Pubblicazioni (selezione)

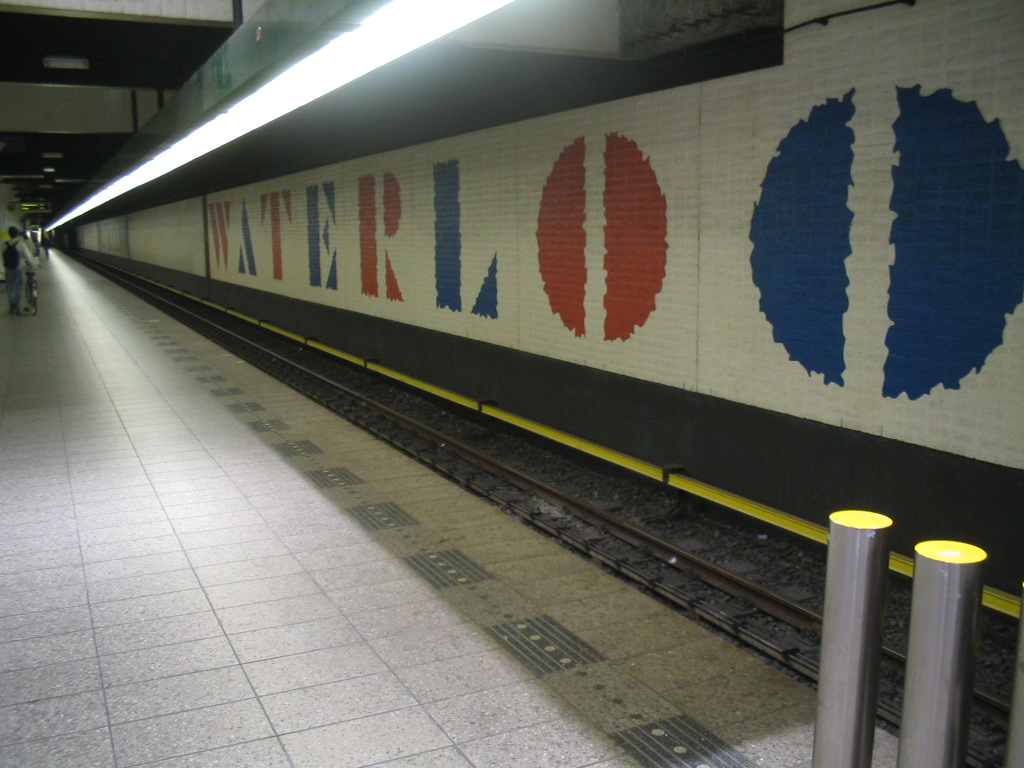
Murale di Willem Sandberg alla stazione della metropolitana di Waterlooplein.

- L'art: le superflu indispensable. Utrecht, 1982. Experimenta typografica; 5.
- Homo socialis. Utrecht, 1981. Experimenta typographica; 4.
- Gnothi se auton = Ken U zelf. Utrecht, 1979. Experimenta typografica; 3. Fotomech. herdr. van de oorspr. uitg., 1945.
- Lectura sub aqua: experimenta typografica. Utrecht, 1979. Facs.-uitg. met toevoeging. Experimenta typografica; 1. Oorspr. uitg.: 1943.
- Gnothi se auton. Utrecht, 1979. Experimenta typografica; 3.
- Vers une architecture: extraits / Le Corbusier; [choisis par W. Sandberg]. Utrecht, 1971. [Uitgaven Stichting De Roos]; [87].
- Mens sana in corpore sano. Köln, 1969. Experimenta typographica; 2
- Nu 2 = Maintenant 2 = Now 2 = Jetzt 2. Hilversum, [1968]. Kwadraat-bladen; [18]
- Kunst van heden in het Stedelĳk / W. Sandberg en H.L.C. Jaffé. Amsterdam, 1961.
- Nu: l'art et sa fonction dans la vie [au milieu du XXième siècle]. Hilversum [1959]. Kwadraat-bladen; [4].
- Gnōthi se auton: ken u zelf. [Amsterdam], 1945. Experimenta typografica; 3.